# Luciérnagas (novel·la)
Luciérnagas (lit. ‘Cuques de llum’) és una novel·la de l'escriptora barcelonina Ana María Matute. Es tracta d'un relat de la Guerra Civil espanyola ambientat a Barcelona entre el 1935 i el 1939. En el llibre, l'autora no afavoreix el bàndol franquista ni el republicà. Es considera una novel·la de formació amb tocs tremendistes.
Va ser publicada per primera vegada el 1953, però va ser retirada per la censura franquista. Amb tot, per motivacions econòmiques, el 1955 va modificar-se per tal de tornar-la a llançar i va reanomenar-se En esta tierra. Finalment, el 1993, es va editar per darrera vegada, sota el títol original, i és la versió en què hi va haver més canvis per la revisió madura de l'autora.
La primera edició de l'obra va ser finalista del Premi Nadal de novel·la el 1947 o el 1949.

## Sinopsi
La història segueix la manera en què Sol Roda, una adolescent de família benestant que viu a Barcelona, viu la descomposició i la destrucció de l'entorn familiar i social tot d'una per l'esclat de la Guerra Civil espanyola.